# جبعه
جبعه (به لاتین: Jab'a) یک منطقهٔ مسکونی در دولت فلسطین است که در استان بیت‌لحم واقع شده‌است. جبعه ۱۰٫۱ کیلومتر مربع مساحت و ۸۹۶ نفر جمعیت دارد.